# Centro de Futebol Amazônia
Il Centro de Futebol Amazônia, noto anche semplicemente come CFA, è una società calcistica brasiliana con sede nella città di Porto Velho, capitale dello stato della Rondônia.

## Storia
Il club è stato fondato il 17 gennaio 2001. Il CFA ha vinto il Campionato Rondoniense nel 2002. Il club ha partecipato alla Coppa del Brasile nel 2003, dove è stato eliminato ai sedicesimi di finale dal Bahia, dopo aver eliminato il Rio Branco-AC al primo turno. Ha partecipato al Campeonato Brasileiro Série C nel 2003, dove è stato eliminato alla prima fase.

## Palmarès

### Competizioni regionali
- Torneio Integração da Amazônia: 1

2003

### Competizioni statali
- Campionato Rondoniense: 1

2002